# 455
| 455                |
| ------------------ |
| Dødsfald - Fødsler |
|                    |

| Gregoriansk kalender | 455 CDLV                |
| Ab urbe condita      | 1208                    |
| Armensk kalender     | I/T                     |
| Kinesiske kalender   | 3151 – 3152 甲午 – 乙未 |
| Etiopisk kalender    | 447 – 448               |
| Jødisk kalender      | 4215 – 4216             |
| Hindukalendere       |                         |
| - Vikram Samvat      | 510 – 511               |
| - Shaka Samvat       | 377 – 378               |
| - Kali Yuga          | 3556 – 3557             |
| Iransk kalender      | 167 BP – 166 BP         |
| Islamisk kalender    | 172 BH – 171 BH         |

Se også 455 (tal)

## Begivenheder
- Vandalerne erobrer og plyndrer Rom.